# (400122) 2006 UG84
(400122) 2006 UG84 es un asteroide perteneciente al cinturón de asteroides, descubierto el 17 de octubre de 2006 por el equipo del Mount Lemmon Survey desde el Observatorio del Monte Lemmon, Arizona, Estados Unidos.

## Designación y nombre
Designado provisionalmente como 2006 UG84.

## Características orbitales
2006 UG84 está situado a una distancia media del Sol de 2,645 ua, pudiendo alejarse hasta 3,018 ua y acercarse hasta 2,272 ua. Su excentricidad es 0,140 y la inclinación orbital 8,781 grados. Emplea 1571,67 días en completar una órbita alrededor del Sol.

## Características físicas
La magnitud absoluta de 2006 UG84 es 17,2.